# Sena Inami
Sena Inami (født 25. juni 1992) er en japansk tidligere professionel fodboldspiller.
Han har spillet for flere forskellige klubber i sin karriere, herunder Sanfrecce Hiroshima, V-Varen Nagasaki og Júbilo Iwata.